# Exchequer
L'Exchequer (scacchiere dell'erario) era (e in alcuni casi è ancora) un componente dei governi di Inghilterra (successivamente compreso il Galles), Scozia e Irlanda del Nord (l'odierno Regno Unito) che è stato responsabile per la gestione e la riscossione delle tasse. I vari Exchequer hanno anche avuto ruoli giudiziari. Si riferisce anche alla tabella utilizzata in epoca medioevale per calcoli monetari.

## Storia
In origine il termine era Échiquier che costituiva nel Ducato di Normandia e poi nel Regno d'Inghilterra, l'equivalente della Chambre des comptes degli altri regni e principati in Francia.
L'"Échiquier de Normandie" fu creato da Rollone, il primo duca normanno all'inizio del X secolo. La provincia ha ugualmente conosciuto l'"Échiquier d'Alençon" (fino al 1584) e l'"Échiquier di Beaumont-le-Roger" (1328-1331).
Il nome di échiquier sarebbe originato:
- dal fatto che il primo scacchiere di Normandia si sarebbe svolto in una stanza il cui pavimento era composto da blocchi di pietre quadrate bianche e nere alternate, come i tavoli sospesi o scacchiere utilizzati per giocare a scacchi.
- oppure da quello che era sul tavolo dove si regolavano i conti della tesoreria, un tappeto colorato alternativamente in bianco e nero, che serviva a posizionare le diverse monete con corso legale nel ducato. I Duchi portavano ovunque con loro questo tappeto a scacchiera e terminavano le loro decisioni con queste parole: actum in scaccario o super scaccarium[2].

Qualche anno dopo la Conquista normanna dell'Inghilterra l'istituzione (il cui nome sarà tradotto in Exchequer in inglese) sarà trasposta in Inghilterra dal 1150 da Enrico Beauclerc.
L'exchequer, davanti alla quale gli Sceriffi venivano a depositare i loro conti , era divisa sotto Enrico II d'Inghilterra tra un Upper Exchequer (« Scacchiere superiore »), facente ufficio di "chambre des Comptes" (Camera dei Conti), e un Lower Exchequer (« Scacchiere inferiore »), incaricato dell'ordinaria amministrazione. 
Era composta e animata dai baroni dell'Échiquier e dai Ciambellani sotto la direzione del Cancelliere dello Scacchiere (Chancellor of the Exchequer) che ancora oggi è il nome ufficiale del Ministro delle finanze del governo britannico.

## Storia dello Scacchiere in Inghilterra e Galles
In una fase iniziale in Inghilterra (certamente dal 1176, ventitreesimo anno del Regno di Enrico II, che è la data del Dialogus de Scaccario), ("dialogo relativo all'erario"), lo Scacchiere (Erario) è stato suddiviso in due componenti: una puramente amministrativa, lo Exchequer of Receipt (Scacchiere di ricevimento), che raccoglieva le imposte, e una giudiziaria, Exchequer of Pleas (o Court of Exchequer - Scacchiere delle istanze), una corte di giustizia competente sulle entrate del Re.
Secondo il Dialogus de Scaccario, un'opera alto medievale che descrive la pratica dello Scacchiere, lo stesso "Exchequer" riferisce del panno posato sopra un grande tavolo, 10 piedi per 5 piedi, con un labbro sul bordo di 4 'dita' di larghezza, sul quale i gettoni di conteggio sono stati collocati rappresentando valori diversi. Il nome indica la somiglianza della tavola a una scacchiera.
Il termine "Scacchiere" è venuto poi a riferirsi alle due riunioni annuali tenute a Pasqua e a San Michele, alle quali è stato trasferito il governo delle finanze pubbliche e alle quali fanno riferimento le attività degli "sceriffi".
Sotto Enrico I d'Inghilterra, la procedura adottata per il controllo (Audit) comporta per il "tesoriere" redigere una citazione ("summons") inviata a ciascun sceriffo, che sarebbe tenuto a rispondere. Il Tesoriere invita ogni sceriffo a dar conto del reddito nel loro "shire" (contea) dovuto dalle terre del Demanio regio e dalle Fattorie della Contea. 
Il Cancelliere dello Scacchiere quindi chiede loro di relazionare sui debiti dovuti dai privati. I risultati dei controlli sono stati registrati in una serie di scritti arrotolati, noti come Pipe Rolls. Fino al XIX secolo i record dello scacchiere sono stati conservati nel "Pell Office", adiacente a Westminster Hall. L'ufficio era così chiamato dalle pelli (cioè le pellicce) dalle quali sono stati ricavati i rotoli per la scrittura.

### Dopo l'Unione
Il Ministero delle finanze ("Exequer") è diventato inutile come dipartimento per la raccolta delle entrate erariali dopo la riforma di William Pitt. L'istituzione venne abolita nel 1834. Quei dipartimenti governativi per la riscossione delle entrate versavano ora direttamente alla Banca d'Inghilterra.
Per estensione, "scacchiere" è venuto a significare il dipartimento reale del Tesoro e, nel gergo parlato, possesso di denaro in generale; come "lo scacchiere dell'azienda è basso".

## Storia dello Scacchiere in Scozia
Lo "Scottish Exchequer" (scacchiere scozzese) risale intorno al 1200 e aveva un ruolo simile di controllo e di decisione sui ricavi reali come in Inghilterra. Le scacchiere scozzese è stato più lento a sviluppare un ruolo giudiziario separato, ed è stato solo dal 1584 che divenne un tribunale, separato dal Consiglio del Re. Anche allora, i ruoli amministrativi e giudiziari non divennero mai completamente separati in due rami, come nel fisco inglese.
Il termine Court of the Exchequer fu usato solo dai dipartimenti dello Scacchiere durante l'amministrazione scozzese di Oliver Cromwell, tra il 1655 e il 1659.
Nel 1707, l "Exchequer Court" scozzese (Scotland Act 1707 6 Ann. c. 53) riforma lo Scacchiere (l'erario) intorno a una corte sul modello inglese con un "Lord Chief Baron" e 4 Baroni. La Corte ha adottato le forme di procedura inglesi e aveva maggiori poteri rispetto ad essa.
Dal 1832 non sono stati più nominati nuovi Baroni, ed il loro ruolo è stato preso sempre più dai giudici della Corte di Sessione. Con l''Exchequer Court Scotland Act del 1856 (19 / 20 Vict. c. 56) l'erario divenne parte della "Corte di Sessione". Uno dei Lords Ordinary agisce come giudice nelle cause dello scacchiere (erariali). Le procedure inglesi del processo (delle cause tributarie) hanno cessato di essere utilizzate nel 1947.

## Tabella
Lo "Scacchiere" è stata anche una tabella utilizzata per eseguire calcoli per le tasse e le merci in epoca medievale. La tabella misurava 10 piedi per 5 piedi, aveva un bordo rialzato o labbro su tutti i lati dell'altezza di circa quattro dita, per garantire che nulla potesse cadere fuori da essa. Era coperta da un panno nero con strisce verdi di circa l'ampiezza di una mano umana. Gli spazi rappresentavano spiccioli, scellini e sterline.